# Brachypteryx
Brachypteryx es un género de aves paseriformes perteneciente a la familia Muscicapidae. Todas sus especies habitan en el sudeste asiático. Anteriormente se clasificaba en la familia Turdidae.

## Especies
El género contiene las siguientes tres especies:
- Brachypteryx hyperythra – alicorto ventrirrufo;
- Brachypteryx leucophris – alicorto chico;
- Brachypteryx montana – alicorto azul.

Anteriormente se incluían en este género tres especies más:
- Heinrichia calligyna – alicorto de Célebes;
- Myiomela major – alicorto flanquirrufo;
- Heteroxenicus stellatus – alicorto estrellado.